# Espaço Hall
O Espaço Hall, anteriormente Barra Music, é uma casa de espetáculos situada no bairro da Gardênia Azul, na Zona Oeste da cidade do Rio de Janeiro. Localizada na Avenida Ayrton Senna, a casa possui dois níveis divididos nas seguintes áreas: camarotes, pista e suítes. As instalações do Espaço Hall somam uma área de 32 mil m², um total de 827 vagas de estacionamento para carros e uma capacidade de até 6,6 mil pessoas.
O espaço foi inaugurado no dia 27 de fevereiro de 2019 com um show de Alexandre Pires que contou com as participações especiais de Buchecha, Molejo e Netinho. A casa de shows está instalada onde funcionou até 2017 o Barra Music. Além de grandes shows, a casa, que possui 200 camarotes e 13 suítes premium, sedia festas de formatura, peças de teatro e congressos corporativos.

## História

### Barra Music (2011–2017)
No dia 9 de novembro de 2011, o Barra Music, uma casa de espetáculos que funcionou no local onde hoje é o Espaço Hall, foi inaugurado com um show de Jorge Ben Jor. Na época, a casa contava com um moderno sistema de som e luz alinhado ao conceito de modernidade das mais conceituadas casas de espetáculos do mundo. Como a casa não tinha alvará permanente para funcionar, a empresa que administrava o local tinha que tirar um alvará específico para cada show que acontecia no Barra Music e renovar alvarás provisórios a cada seis meses.
Em dezembro de 2017, o Barra Music encerrou suas atividades por dívidas de cerca de R$ 50 milhões por falta de pagamento de IPTU. Na época, dois sócios haviam deixado a diretoria da casa de shows devido à existência da dívida. Em outras ocasiões, a casa teve seu alvará de funcionamento suspenso: em 2013, o motivo da suspensão do alvará foi o impacto negativo gerado no trânsito local; já em 2016, a razão foi a falta da certidão de habite-se.

### Espaço Hall (2019–atualidade)
No dia 27 de fevereiro de 2019, foi inaugurado, com um show do cantor Alexandre Pires, o Espaço Hall onde antes funcionava o Barra Music. A casa possui estrutura para sediar, de acordo com um dos gerentes comerciais do estabelecimento, bailes de formatura, projetos esportivos, espetáculos teatrais, convenções, feiras e congressos, além de atrações musicais.